# Ashikaga Takauji
Ashikaga Takauji (足利 尊氏?; 1305 – 7 giugno 1358) è stato un militare giapponese.
Nel 1338 ricevette il titolo di shōgun e iniziò lo shogunato Ashikaga; pose la sua capitale a Kyoto e governò dal suo palazzo di Muromachi (l'epoca prende perciò il nome di periodo Muromachi).
Takauji era un samurai della famiglia Ashikaga, discendente della linea Seiwa Genji e del clan Minamoto, perciò discendente dell'Imperatore Seiwa, e daimyō di Ashikaga, nella provincia di Shimotsuke (attuale prefettura di Tochigi); nel 1333 fu tra i generali inviati dallo shogunato Kamakura a Kyoto per sedare la rivolta Genkō (元弘の乱?) cominciata due anni prima.
Gradualmente deluso dallo shogunato, Takauji si alleò all'Imperatore Go-Daigo e a Kusunoki Masashige per espugnare Kyoto. Poco dopo, quando Nitta Yoshisada attaccò Kamakura e abbatté lo shogunato, l'Imperatore Go-Daigo divenne di fatto il nuovo governatore del Paese, e la sua corte di Kyoto divenne il centro del potere (restaurazione Kenmu). I clan samurai, però, non videro soddisfatte le proprie aspettative, in particolare il ritorno al sistema sociopolitico che aveva caratterizzato il periodo Heian, e si dimostrarono sempre più delusi dalla ristabilita corte imperiale. Takauji cercò di convincere l'Imperatore a venire loro incontro ed evitare una ribellione, ma i suoi avvertimenti furono ignorati.

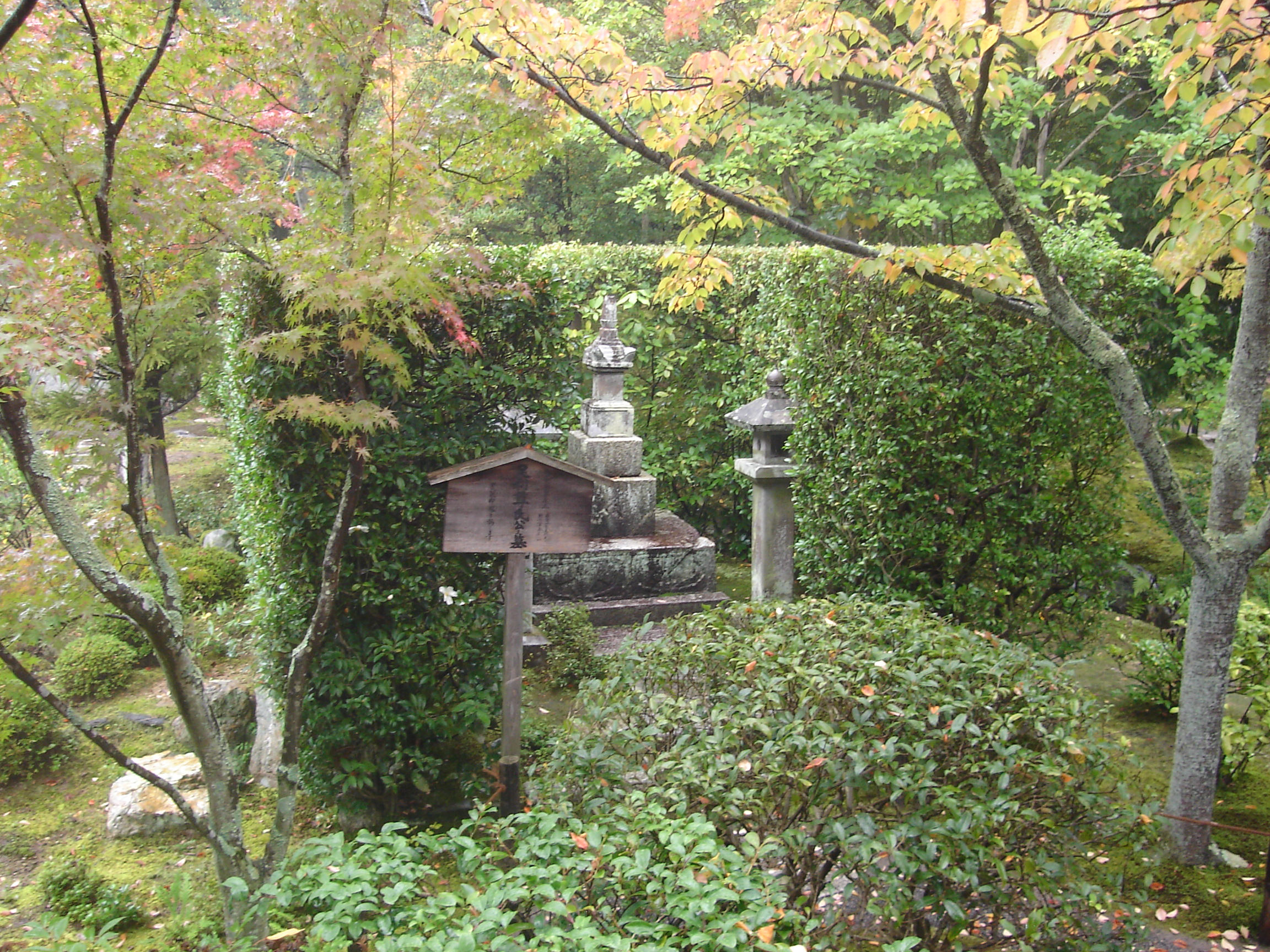
Tomba di Ashikaga Takauji nel Tōji-in (等持院), a Kyoto

Nel 1335, Hōjō Tokiyuki, figlio del quattordicesimo shikken dello shogunato Kamakura Hōjō Takatoki, colse l'occasione per ristabilire, con una rivolta (ribellione di Nakasendai, Nakasendai no Ran), lo shogunato: Takauji soffocò la rivolta e occupò Kamakura, poi reclamò per sé il titolo di shōgun, e dichiarando di prendere le parti dei samurai cominciò a distribuire la terra tra i suoi seguaci senza il permesso della corte. Takauji proclamò la sua fedeltà alla corte imperiale, ma Go-Daigo inviò Nitta Yoshisada a riconquistare Kamakura. Nella battaglia di Hakone Take no Shita, Takauji sconfisse Yoshisada e marciò verso Kyoto, che inizialmente conquistò, ma fu poi costretto a riparare nell'isola di Kyūshū dalle forze riunite di Yoshisada e Masashige. Qui però Takauji si alleò con i clan samurai dell'isola e tornò a marciare verso Kyoto: nella battaglia di Minatogawa (o del fiume Minato), nel 1336, Takauji sconfisse Yoshisada e uccise Masashige, conquistando Kyoto una volta per tutte.
Dopo aver cacciato Go-Daigo dalla capitale, Takauji mise sul trono l'Imperatore Kōmyō, ma Go-Daigo ricostruì la sua corte a Yoshino, dando inizio al periodo Nanboku-chō ("delle corti del Nord e del Sud") che sarebbe durato per altri 60 anni.
La storia di Takauji, dalla ribellione di Genko allo stabilimento delle corti del Nord e del Sud, è raccontata nel Taiheiki, un'epica in 40 volumi del periodo Muromachi.